# Nogometni klub Nafta Lendava
Nogometni klub Nafta Lendava je nekdanji slovenski nogometni klub iz Lendave, ki je igral v 1. slovenski nogometni ligi. Klub je bil ustanovljen leta 1903, s stečajem pa je bil razpuščen leta 2012. Nogometno društvo Lendava 1903 nastopa pod imenom “NK Nafta 1903”. Društvo je bilo ponovno ustanovljeno 9. julija 2012. Stadion se imenuje Športni park Lendava in se nahaja na Kolodvorski ulici 7.